# Bitumen-Schweißbahn

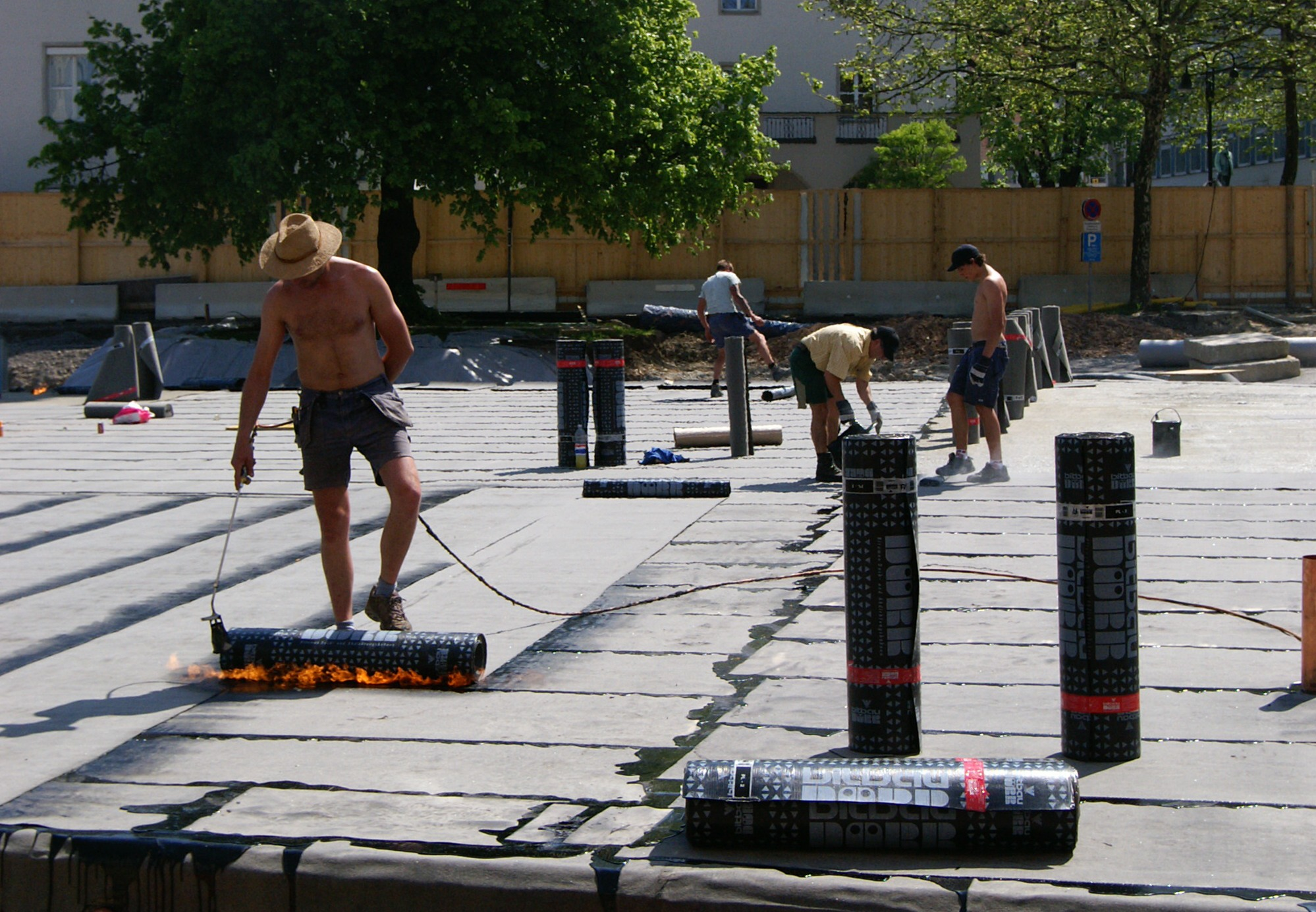
Aufbringen von Bitumen-Schweißbahnen auf einer Betondecke

Eine Bitumen-Schweißbahn ist ein beidseitig mit Bitumen beschichteter Baustoff zur Bauwerksabdichtung, vor allem zur Dachabdichtung. Sie besteht aus einem Trägermaterial, z. B. Glas- oder Kunststoffvlies.
Zum Verlegen wird das Bitumen geflämmt, sodass man mehrere Bahnen überlappend miteinander wasserdicht verschweißen kann.
Die Bitumen-Schweißbahn ist nicht zu verwechseln mit der Dachdichtungsbahn oder der Dachpappe, die nur lose verlegt werden und sich nicht schweißen lassen. Dachdichtungsbahnen („DD-Bahnen“), z. B. G 200 DD, werden in der Regel mit Heißbitumen aufgebracht. Dachdichtungsbahnen werden auch als Trennlage zwischen Bitumen-Schweißbahn und brennbaren Wärmedämmungen lose verlegt.

## Ausführungen
Es gibt verschiedene Ausführungen von Schweißbahnen, z. B.
- besandete als Trennlage für weiteren Aufbau mit Schweißbahnen oder DD-Bahnen
- beschieferte als Oberlage (gegen UV-Strahlung)
- talkumierte Bahnen, um darauf Schweißbahnen aufzuflämmen
- mit Kupfer-Einlage gegen Löcher durch Wurzeln für begrünte Dachflächen. Wurzelschutzbahnen sind jedoch auch in der Oberlage durch chemische Mittel wurzelfest eingestellt.
- als Dampfsperren, z. B. mit Aluminium-Einlage (Al G 200 S4 oder ähnliche Bezeichnungen).

Man unterscheidet, je nach eingesetzten Bestandteilen:
- Elastomer-Schweißbahnen: entstehen durch Beimischung von SBS (Styrol-Butadien-Styrol) zum Bitumen; sie sind elastisch
- Plastomer-Schweißbahnen: entstehen durch Beimischung von APP (Ataktisches Polypropylen); sie sind plastisch.

Standardbahnen werden nach DIN-Normen produziert und sind durch ihre Werkstoffeigenschaften auf ein bestimmtes Anforderungsprofil beschränkt. In der Praxis werden jedoch häufig höhere Anforderungen an die Abdichtung gestellt. Dies führte zur Entwicklung von Hochwertbahnen, die mit ihren Eigenschaften weit über den Mindestanforderungen der Norm liegen.

## Verwendung
Schweißbahnen werden oft verwendet, um Flachdächer, Kellerwände oder Schwimmbäder abzudichten. Da die Verarbeitung gerade im Wandbereich zeitraubend ist, werden hier zunehmend Dickbeschichtungen auf Bitumenbasis verwendet. Vor allem in sensiblen Bereichen (Druckwasserbereich, Bewegungen von Bauteilen) werden allerdings aufgrund der höheren Anforderungen nach wie vor Schweißbahnen bevorzugt.
Hauptsächlich werden Bitumen-Schweißbahnen zur Abdichtung von Beton verwendet. Besonders in der Brückenfahrbahn-Abdichtung haben sich verschiedene Abdichtungssysteme durchgesetzt. Bei Straßenbrücken werden einlagige Abdichtungen aus Schweißbahnen verwendet, die einen Gewebeanteil von ca. 400 g/m² beinhalten. Bei Brücken der Deutschen Bahn werden zwei Lagen verarbeitet, die erste 5 mm, die zweite 4 mm dick.
In den 1970er Jahren ging man dazu über, Beton auf Brücken abzudichten, da sich durch das im Streusalz enthaltene Chlorid erhebliche Schäden am Beton zeigten und Betoninstandsetzung notwendig wurde.